# 1095
Il 1095 (MXCV in numeri romani) è un anno  dell'XI secolo.

## Eventi
- Consacrazione della chiesa di Sant'Abbondio a Como
- Nascita della Repubblica Astese.
- Gli Armeni di Cilicia riconquistano Antiochia ai Selgiuchidi
- 27 novembre - Discorso di Urbano II a Clermont. Nella sede francese Papa Urbano II tiene un sinodo vescovile al termine del quale fa un appello che è considerato la convocazione della prima crociata. La crociata partirà effettivamente l'anno dopo

## Nati
- 4 luglio - Usama ibn Munqidh, storico, letterato e politico arabo († 1188)
- 22 dicembre - Ruggero II di Sicilia, re († 1154)
- Amedeo III di Savoia, nobile († 1148)
- Ibn Bajja, astronomo, filosofo e musicista arabo († 1138)
- Hugh Bigod, I conte di Norfolk, nobile britannico († 1177)
- Gertrude di Comburg, nobile tedesco
- Guglielmo II di Puglia, nobile († 1127)
- Malachia di Armagh, abate e arcivescovo cattolico irlandese († 1148)
- Ibn Shahrashub, giurista persiano († 1192)
- Antipapa Vittore IV, cardinale e vescovo cattolico italiano († 1164)
- Pierre de Bruys, predicatore francese († 1131)

## Morti
- 26 febbraio - Tutush I, sultano turco (n. 1066)
- 5 aprile - Geraldo di Sauve-Majeure, abate e santo francese
- 14 aprile - Giovanni di Montemarano, vescovo e santo italiano
- 14 giugno - Agapito di Pečers'k, monaco cristiano, medico e santo ucraino
- 18 giugno - Sofia d'Ungheria, principessa ungherese
- 29 luglio - Ladislao I d'Ungheria, re ungherese (n. 1040)
- 18 agosto - Olaf I di Danimarca, re danese (n. 1050)
- 2 settembre - Alberto da Prezzate, religioso italiano (n. 1025)
- 22 settembre - Arcimbaldo IV di Borbone, nobile francese (n. 1030)
- 12 ottobre - Leopoldo II di Babenberg, nobile tedesco (n. 1050)
- 23 ottobre - Enrico II di Laach, nobile tedesco
- Beatrice I di Bigorre, nobile franco
- Godred Crovan, re norrena
- Enrico III di Lovanio, nobile fiammingo
- Guglielmo I di Cerdanya, conte
- Haakon Magnusson di Norvegia, re norvegese (n. 1068)
- Muhammad al-Muʿtamid, sovrano arabo (n. 1039)
- Nizār ibn al-Mustanṣir bi-llāh, imam arabo (n. 1045)
- Ruben I d'Armenia (n. 1025)
- Shen Kuo, geologo, astronomo e ambasciatore cinese (n. 1031)
- Vulstano di Worcester, vescovo inglese (n. 1008)

## Calendario
| Calendario 1095 | Calendario 1095 | Calendario 1095 | Calendario 1095 | Calendario 1095 | Calendario 1095 | Calendario 1095 | Calendario 1095 | Calendario 1095 | Calendario 1095 | Calendario 1095 | Calendario 1095 | Calendario 1095 | Calendario 1095 | Calendario 1095 | Calendario 1095 | Calendario 1095 | Calendario 1095 | Calendario 1095 | Calendario 1095 | Calendario 1095 | Calendario 1095 | Calendario 1095 | Calendario 1095 | Calendario 1095 | Calendario 1095 | Calendario 1095 | Calendario 1095 | Calendario 1095 | Calendario 1095 | Calendario 1095 | Calendario 1095 | Calendario 1095 |
| --------------- | --------------- | --------------- | --------------- | --------------- | --------------- | --------------- | --------------- | --------------- | --------------- | --------------- | --------------- | --------------- | --------------- | --------------- | --------------- | --------------- | --------------- | --------------- | --------------- | --------------- | --------------- | --------------- | --------------- | --------------- | --------------- | --------------- | --------------- | --------------- | --------------- | --------------- | --------------- | --------------- |
|                 | 1               | 2               | 3               | 4               | 5               | 6               | 7               | 8               | 9               | 10              | 11              | 12              | 13              | 14              | 15              | 16              | 17              | 18              | 19              | 20              | 21              | 22              | 23              | 24              | 25              | 26              | 27              | 28              | 29              | 30              | 31              |                 |
| Gennaio         | Lu              | Ma              | Me              | Gi              | Ve              | Sa              | Do              | Lu              | Ma              | Me              | Gi              | Ve              | Sa              | Do              | Lu              | Ma              | Me              | Gi              | Ve              | Sa              | Do              | Lu              | Ma              | Me              | Gi              | Ve              | Sa              | Do              | Lu              | Ma              | Me              |                 |
| Febbraio        | Gi              | Ve              | Sa              | Do              | Lu              | Ma              | Me              | Gi              | Ve              | Sa              | Do              | Lu              | Ma              | Me              | Gi              | Ve              | Sa              | Do              | Lu              | Ma              | Me              | Gi              | Ve              | Sa              | Do              | Lu              | Ma              | Me              |                 |                 |                 |                 |
| Marzo           | Gi              | Ve              | Sa              | Do              | Lu              | Ma              | Me              | Gi              | Ve              | Sa              | Do              | Lu              | Ma              | Me              | Gi              | Ve              | Sa              | Do              | Lu              | Ma              | Me              | Gi              | Ve              | Sa              | Do              | Lu              | Ma              | Me              | Gi              | Ve              | Sa              |                 |
| Aprile          | Do              | Lu              | Ma              | Me              | Gi              | Ve              | Sa              | Do              | Lu              | Ma              | Me              | Gi              | Ve              | Sa              | Do              | Lu              | Ma              | Me              | Gi              | Ve              | Sa              | Do              | Lu              | Ma              | Me              | Gi              | Ve              | Sa              | Do              | Lu              |                 |                 |
| Maggio          | Ma              | Me              | Gi              | Ve              | Sa              | Do              | Lu              | Ma              | Me              | Gi              | Ve              | Sa              | Do              | Lu              | Ma              | Me              | Gi              | Ve              | Sa              | Do              | Lu              | Ma              | Me              | Gi              | Ve              | Sa              | Do              | Lu              | Ma              | Me              | Gi              |                 |
| Giugno          | Ve              | Sa              | Do              | Lu              | Ma              | Me              | Gi              | Ve              | Sa              | Do              | Lu              | Ma              | Me              | Gi              | Ve              | Sa              | Do              | Lu              | Ma              | Me              | Gi              | Ve              | Sa              | Do              | Lu              | Ma              | Me              | Gi              | Ve              | Sa              |                 |                 |
| Luglio          | Do              | Lu              | Ma              | Me              | Gi              | Ve              | Sa              | Do              | Lu              | Ma              | Me              | Gi              | Ve              | Sa              | Do              | Lu              | Ma              | Me              | Gi              | Ve              | Sa              | Do              | Lu              | Ma              | Me              | Gi              | Ve              | Sa              | Do              | Lu              | Ma              |                 |
| Agosto          | Me              | Gi              | Ve              | Sa              | Do              | Lu              | Ma              | Me              | Gi              | Ve              | Sa              | Do              | Lu              | Ma              | Me              | Gi              | Ve              | Sa              | Do              | Lu              | Ma              | Me              | Gi              | Ve              | Sa              | Do              | Lu              | Ma              | Me              | Gi              | Ve              |                 |
| Settembre       | Sa              | Do              | Lu              | Ma              | Me              | Gi              | Ve              | Sa              | Do              | Lu              | Ma              | Me              | Gi              | Ve              | Sa              | Do              | Lu              | Ma              | Me              | Gi              | Ve              | Sa              | Do              | Lu              | Ma              | Me              | Gi              | Ve              | Sa              | Do              |                 |                 |
| Ottobre         | Lu              | Ma              | Me              | Gi              | Ve              | Sa              | Do              | Lu              | Ma              | Me              | Gi              | Ve              | Sa              | Do              | Lu              | Ma              | Me              | Gi              | Ve              | Sa              | Do              | Lu              | Ma              | Me              | Gi              | Ve              | Sa              | Do              | Lu              | Ma              | Me              |                 |
| Novembre        | Gi              | Ve              | Sa              | Do              | Lu              | Ma              | Me              | Gi              | Ve              | Sa              | Do              | Lu              | Ma              | Me              | Gi              | Ve              | Sa              | Do              | Lu              | Ma              | Me              | Gi              | Ve              | Sa              | Do              | Lu              | Ma              | Me              | Gi              | Ve              |                 |                 |
| Dicembre        | Sa              | Do              | Lu              | Ma              | Me              | Gi              | Ve              | Sa              | Do              | Lu              | Ma              | Me              | Gi              | Ve              | Sa              | Do              | Lu              | Ma              | Me              | Gi              | Ve              | Sa              | Do              | Lu              | Ma              | Me              | Gi              | Ve              | Sa              | Do              | Lu              |                 |